# Gus Casely-Hayford
Pour les articles homonymes, voir Casely-Hayford.
Augustus Lavinus Casely-Hayford (né en 1964) est un conservateur, historien culturel, diffuseur et conférencier britannique aux racines ancestrales ghanéennes dans la famille Casely-Hayford, une branche cadette de la dynastie royale de Cape Coast.
Il est actuellement directeur du Victoria and Albert Museum et auparavant directeur du Musée national d'Art africain à Washington, DC. Il est nommé Officier de l'Ordre de l'Empire britannique en juin 2018 pour ses services aux arts et à la culture. Il est chargé de présenter une deuxième série télévisée de Tate Walks pour Sky Arts en 2017 mettant en vedette David Bailey, Helena Bonham Carter, Billy Connolly, Robert Lindsay, Jeremy Paxman et Harriet Walter. Casely-Hayford a reçu le prix du leader de l'année pour les arts et les médias par les Black British Business Awards 2017. Il a prononcé une conférence TED en août 2017. Il a reçu une bourse culturelle au King's College de Londres et une bourse à la School of Oriental and African Studies (SOAS) de l'Université de Londres ,.
En 2010, dans le cadre de la Wonderful Africa Season, il présente Lost Kingdoms of Africa, quatre programmes télévisés de 60 minutes pour BBC Two et BBC Four ; en 2014, la série est diffusée par la chaîne de télévision francophone Histoire. Il est chargé de présenter une deuxième série en février 2012. Il écrit le livre Lost Kingdoms of Africa en 2012, publié par Bantam Press. Il présente une étude de William Hogarth et du XVIIIe siècle pour la série télévisée The Genius of British Art, sur Channel 4, en 2010 et anime The Culture Show pour BBC 2 en 2012. En 2016, Casely-Hayford présente la série télévisée Tate Walks pour Sky Arts. Il est également l'auteur d'un livre sur Tombouctou, publié en 2018 par Ladybird/Penguin. Depuis 2022, il anime un redémarrage de la longue émission de télévision archéologique Time Team, visible sur la chaîne officielle Time Team sur YouTube.

## Biographie

### Jeunesse et formation
Né à Londres, en Angleterre, dans l'éminente famille ghanéenne Casely-Hayford, une branche cadette de la dynastie royale de Cape Coast, Gus Casely-Hayford fréquente l'école Clayesmore dans le Dorset de 1978 à 1980,, et continue pour obtenir un doctorat en histoire africaine de la School of Oriental and African Studies (SOAS) de l'Université de Londres,.

### Carrière
Il est l'ancien directeur exécutif d'Arts Strategy pour l'Arts Council England. Il est auparavant directeur de inIVA (Institute of International Visual Art), une organisation artistique basée à Londres avec un accent particulier sur la pratique internationale, qui collabore avec des lieux partenaires à travers le Royaume-Uni et dans le monde. Auparavant, il est directeur d'Africa 05, un événement artistique africain organisée en Grande-Bretagne, impliquant tout au long de 2005 plus de 150 organisations culturelles, dont la BBC.
Il a également dirigé le programme de diversité du British Museum. Il conseille les Nations Unies et le Conseil des arts du Canada, le Conseil de la culture des Conseils des arts néerlandais et norvégien, et est chargé de développer la vision future du public pour la famille de galeries Tate. En 2012, il est membre du jury du National Open Art Competition et du BP Portrait Award de la National Portrait Gallery. En 2013, il est président des juges du prix Caine. Il est président du comité consultatif de l'exposition 2015 de la British Library West Africa: Word, Symbol, Song et co-auteur du livre d'accompagnement du même titre,.
Il présente une émission primée sur l'art africain à South Bank, produit un documentaire sur Chris Ofili pour Channel 4 et présenté plusieurs séries sur la culture africaine pour BBC World Service. Il présente Brit Art – Where to Now? pour BBC Four. Il est commissaire des arts pour la Greater London Authority.
Il donne des conférences sur l'art mondial à Sotheby's, au Goldsmiths College et à l'Université de Westminster, et est consultant pour des organisations telles que les Nations unies, l'Arts Council et la BBC. Il est Clore Fellow et administrateur du National Trust, membre du Blue Plaque Group d'English Heritage et membre du "Tate for All Board" de la Tate. Il est juge pour le "Musée de l'année" du Art Fund en 2016. Il est auparavant administrateur de la National Portrait Gallery et membre du conseil de la Tate Britain. Il siège également au Caine Prize Council et est porte-parole du programme Explore Your Archive des Archives nationales.
En 2019, il est nommé directeur inaugural du prochain V&A East à Londres,.
En février 2022, Casely-Hayford est annoncée comme le nouveau présentateur de la reprise en ligne de Time Team, aux côtés de Natalie Haynes.

## Vie privée
Il est le frère du créateur de mode Joe Casely-Hayford, OBE (1956-2019), et de l'avocat Margaret Casely-Hayford, et (en tant que fils de Victor Casely-Hayford, un comptable qui a suivi une formation d'avocat) , le petit-fils de JE Casely Hayford (1866–1930), le grand penseur, écrivain et homme politique de la Gold Coast.